# دونگچون
پادشاه دونگچون (کره‌ای: 동천태왕؛ زاده:۲۰۹؛ سلطنت: ۲۲۷–۲۴۸ میلادی)؛ یازدهمین امپراتور گوگوریو، شمالی‌ترین در میان سه پادشاهی کره، بود. او همچنین در دوران حکومتش به (دونگیانگ ته‌وانگ، به معنی: پادشاه شرقی) نیز شناخته می‌شد.
مادر دونگچون ملکه‌ای جوان از روستای جوتونگ در بخش گوانو بود. در طول سلطنت پادشاه دونگچئون، کشور در وضعیت بحران ملی قرار داشت، زیرا پایتخت در اثر حمله دولت وی سقوط کرد و پادشاه به ناموکجه گریخت. او به خاطر بهبودی موفقیت‌آمیز پس از جنگ، از حمایت مردم برخوردار شد و به خاطر تلاش‌هایش در احیای قدرت ملی مورد ستایش قرار گرفت.

## خانواده
- پدر: پادشاه سانسانگ
  - پدربزرگ: پادشاه شینده
- مادر: «بانو سوهو»
- همسرها و مسائل مربوط به آنها:

1. ملکه ناشناس
  1. شاهزاده یونبول، سپس پادشاه جونگچون
  2. شاهزاده یه‌مول (مرگ ۲۴۸ میلادی)
  3. شاهزاده ساگو (مرگ ۲۴۸ میلادی)
2. کنیز ناشناس؛ مردم دریای شرق زنی زیبا را به پادشاه تقدیم کردند

## پیش‌زمینه
او نوه هشتمین امپراتور گوگوریو، پادشاه شینده و پسر امپراتور دهم، پادشاه سانسانگ بود. مادرش صیغه سلطنتی پادشاه سانسانگ از روستا «جوتونگ» از قبیله «گوانو» بود. او درسال ۲۱۳ میلادی به عنوان ولیعهد منصوب شد و پس از درگذشت پادشاه سانسانگ به سلطنت رسید.

## حکومت
درسال ۲۳۸ میلادی، پادشاه دونگچون توانست با سائو وی، یکی از سه پادشاهی چین در ناحیه شمال غربی، متحد شود تا خانواده گونگسون را نابود کند و نفوذ آن را بر شبه‌جزیره لیائودونگ و سایر مناطق هم‌مرز با گوگوریو از بین ببرد. جنگ در گونگسون یک پیروزی بود، اما متحد گوگوریو، وی، در نهایت به یک تهدید جدید تبدیل شد.
گوگوریو قدرت خود را تثبیت کرد و شروع به تهدید فرماندهان چینی تحت کنترل اسمی وی کرد. درسال ۲۴۲ میلادی، پادشاه دونگچون به یک قلعه چینی در نزدیکی دهانه رودخانه یالو که به جنگ گوگوریو-وی منتهی شد حمله کرد. درسال ۲۴۴ میلادی، وی به گوگوریو حمله کرد و هواندو را تصرف کرد. پادشاه دونگچون مجبور به فرار از پایتخت شد. پس از اقامت در اوکجو، نیروهای او موفق شدند به پایتخت دیرینه هواند، که در آن بسیاری از سازه‌ها به شدت ویران شده بودند، بازگردند تا پایتخت آن درسال ۲۴۶ میلادی به پیونگ‌یانگ کنونی منتقل شود. مکان دقیق پایتخت جدید هنوز مورد بحث است.
طبق کتاب کره‌ای سامگوک ساگی، یک ژنرال گوگوریو به نام یو یو (유유) به اردوگاه وی نزدیک شد و فرماندهان وی را فریب داد تا فکر کنند گوگوریو برای تسلیم شدن آمده است. یو یو از این فرصت استفاده کرد و یک افسر را به قتل رساند و سپس خودکشی کرد و باعث سردرگمی و اختلاف زیادی در ارتش وی شد. پادشاه دونگچون خبر مرگ یو یو را دریافت کرد و دستور داد که یادبودی برای یو یو وطن‌پرست درست کنند. سپس او ارتش خود را در حمله رهبری کرد تا نیروهای وی را از قلمرو گوگوریو خارج کند. ژنرال میل او (밀우) و یو اوکگو (유옥구) نیز نیروهای وی را دفع کردند. نیروهای گوگوریو در این نبرد پیروز شدند و تمام قلمروهایی را که از شکست در برابر وی از دست داده بودند، پس گرفتند. این قسمت در سوابق چینی مشابه نبود، و هیروشی ایکوچی به اشتباهات آن اشاره می‌کند: نویسنده این قطعه در سامگوک ساگی، منطقه اوکجو جنوبی و لیلانگ را یکسان می‌دانست، در حالی که در واقع آنها در دو طرف شبه جزیره هستند. همچنین، ارجاعات به «وزارت شرقی» برای یو یو و میل او غیرقابل توصیف است، زیرا گوگوریو کشور را به بخش‌ها تقسیم نکرده است. تا اواسط سلسله گوگوریو - یعنی پس از سلطنت دونگچون. به این ترتیب ایکوچی داستان‌های سامگوک ساگی را بسیار تخیلی می‌دانست.
درسال ۲۴۳ میلادی پادشاه دونگچون پسرش یونبول را ولیعهد و جانشین تاج و تخت نامید. او در سال ۲۴۵ میلادی به شیلا، یکی دیگر از سه پادشاهی کره در جنوب آن حمله کرد و توانست ارتش شیلا را قاطعانه شکست دهد، ارتش شیلا به قلعه مادوچائک عقب‌نشینی کرد، اما درسال ۲۴۸ میلادی هردو کشور صلح کردند. سوابق در سامگوک ساگی و تحت «سالنامه ایساگوم» (حاکم شیلا) یافت می‌شود که پادشاه دونگچون به منطقه شمالی شیلا حمله کرد، اما اعتبار توافقنامه صلح به‌طور کامل توضیح داده نشده است، زیرا با توجه به اینکه گوگوریو تحت حملات شدید از ناحیه شمالی قرار داشت، حمله گوگوریو به شیلا غیرقابل درک بود. به‌خوبی پذیرفته شده است که این تهاجم نشان دهنده هجوم ناگهانی پناهندگان از گوگوریو به منطقه هم‌مرز با شیلا بود.

## مرگ و جانشین
دونگچون در سال ۲۴۸ میلادی، پس از ۲۲ سال حکومت در اثر بیماری در گذشت. گفته شده که آرامگاه او در استان پیونگان جنوبی در نزدیکی پیونگ‌یانگ واقع در کره شمالی می‌باشد. آمده است که دونگچون بسیار محبوب بوده بطوریکه تعداد زیادی از مردم در مراسم تدفین او شرکت کردند.
ولیعهد یونبول بلافاصله پس از مرگ پدرش به سلطنت رسید و پادشاه جونگچون گردید.